# Sven Väth
Sven Väth (Obertshausen, 26 ottobre 1964) è un disc jockey e produttore discografico tedesco.
È uno dei grandi pionieri della musica techno in Germania.
Da anni presente nelle classifiche della stampa specializzata tra i migliori dj tedeschi di musica dance e resta, dopo una carriera di oltre un quarto di secolo, uno dei maggiori nomi della musica elettronica mondiale. È apparso in vari anni (di cui 12 consecutivi) nella prestigiosa classifica Top 100 DJs' della rivista DJ Magazine, col piazzamento più alto al numero 23 nel 2005.
Tra i suoi primi alias, "R U Ready" e "Sam Vision"; spesso nell'ambiente musicale cui appartiene viene soprannominato "Father" (papà). Ha fondato le etichette musicali Harthouse e Eye Q (ora non più attiva) ed è stato parte dei progetti: 16 Bit, Astral Pilot, Barbarella, The Essence of Nature, Metal Masters, Mosaic e OFF. È proprietario dell'azienda Cocoon Event Media GmbH, che possiede l'etichetta discografica Cocoon Recordings, nonché del Cocoon Club a Francoforte.

## Biografia

### Primi anni (1984-1988)
A 18 anni Sven Väth diventa DJ alla discoteca Dorian Gray all'aeroporto di Francoforte sul Meno e inizia a farsi notare per l'abbigliamento stravagante e le esibizioni spontanee nel ballo durante il set. Nel 1983 inizia ad esibirsi al club Vogue e ne diventa nel 1984 resident dj. Stilisticamente si muove in questi anni tra disco music, soul e funk.
Nel 1985 fonda con Michael Münzing e Luca Anzilotti (in seguito Snap!) il progetto OFF. Il secondo singolo (Electrica Salsa) raggiunge in tutta Europa le vette della classifica. Dopo una tournée Sven Väth torna nel 1987 di nuovo al Dorian Gray e sostituisce il resident dj Ulli Brenner.
Inizia a produrre pezzi di quel genere che allora veniva chiamato "underground techno belga", oggi noto come EBM (Electronic Body Music). Nel 1988 termina la sua attività al Dorian Gray e va per un paio di mesi a Ibiza. Dopo il suo ritorno compra insieme a Michael Münzing e Matthias Martinsohn un vecchio garage senza neanche l'impianto di condizionamento, lo fa modificare e apre il locale Omen.

### L'inizio del successo (1990-1999)
Nell'estate 1990 la prima ondata techno raggiunge la Germania. Sven Väth passa dalla acid house alla techno di tipo ambient e alla neonata trance, e fa sentire il "nuovo sound" nel "suo salotto", cioè l'Omen di Francoforte. Insieme a Matthias Hoffmann e Heinz Roth, fonda nel 1991 l'etichetta Eye Q e poco tempo dopo anche le etichette sorelle Harthouse e Recycle or Die. Come DJ, Väth si esibisce in tutto il mondo.
Nel 1993–1994 raggiunge il successo commerciale con An Accident in Paradise, L'Esperanza e The Harlequin, the Robot, and the Ballet Dancer.
Nel 1997 Sven Väth crea l'evento musicale Cocoon, che viene proposto in diverse discoteche: all'inizio a Francoforte, Monaco e Copenaghen poi, dal 1999, i party sotto il nome Cocoon Clubbing hanno luogo a Francoforte (nel locale U60311) e a Kassel, Neuss, Stoccarda e all'Amnesia di Ibiza. Negli anni successivi il nome dell'evento itinerante diventa anche un'etichetta musicale.
Il 18 ottobre 1998 chiude il suo locale Omen con un grande party. Per le mille persone che rimangono fuori, aspettando di entrare vengono messi degli amplificatori sulla strada; la polizia è costretta a chiudere la via al traffico.

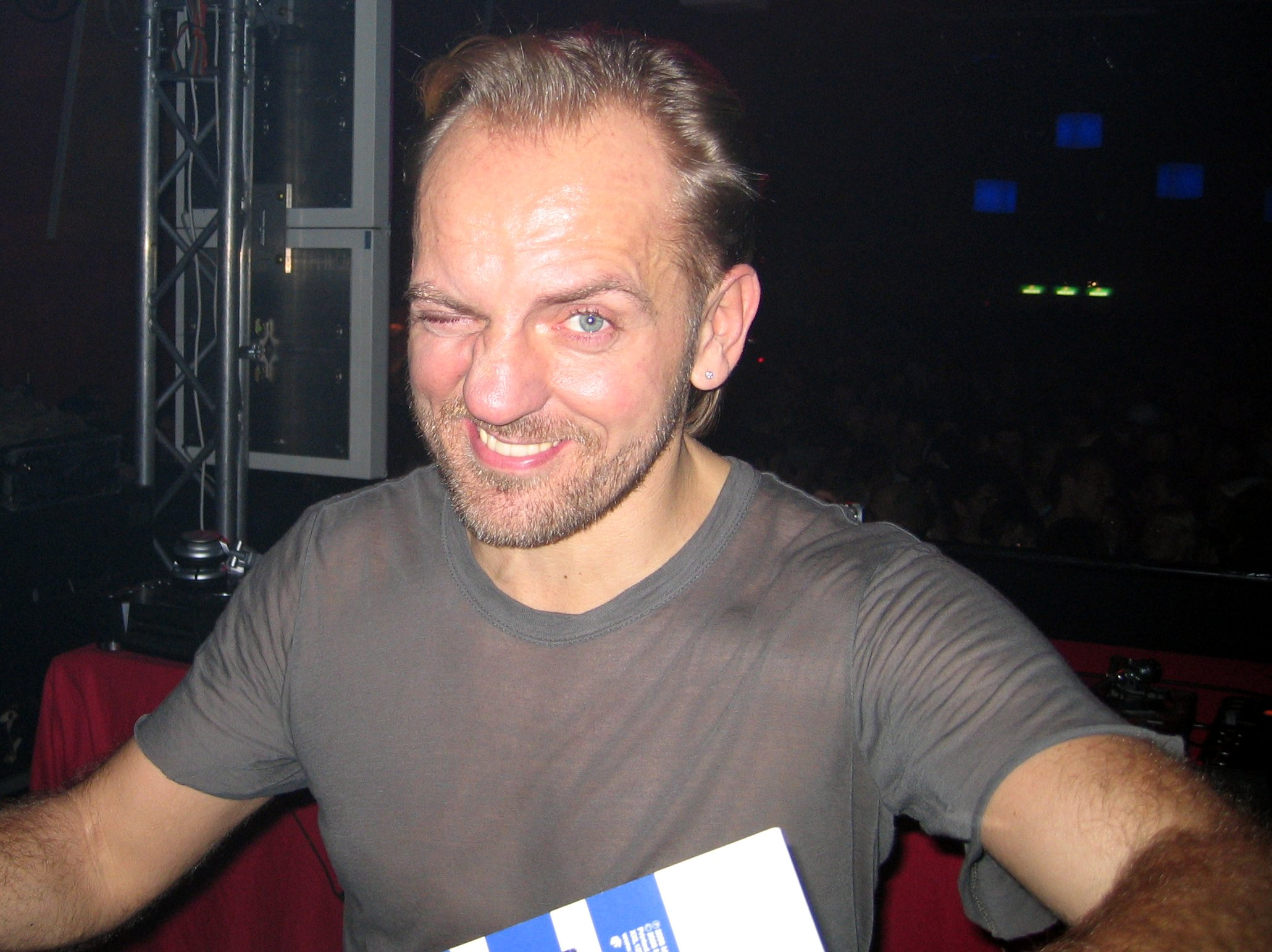
Sven Väth (dicembre 2006 a Monaco)

### Il prosieguo della sua carriera (2000-presente)
Tra il 1990 e il 2003 Sven Väth, insieme a Mark Spoon, Talla 2XLC, Ulli Brenner, DJ Karotte e DJ Dag, è uno dei resident dj della trasmissione Clubnight della emittente Hessischen Rundfunk, uno dei più rinomati programmi radiofonici di musica techno-trance.
Il 18 luglio 2004 Sven Väth, apre il Cocoon Club a Francoforte, location esclusiva per il party, altamente innovativa nell'arredamento, nell'impianto sonoro e nel menù offerto. Già nel dicembre successivo il club è giudicato uno dei migliori locali con musica techno per i lettori delle riviste Groove e Raveline. Il nome Cocoon ormai è sinonimo di qualità musicale e ricercatezza sonora, infatti la Cocoon Recordings rappresenta una delle Top Label a livello internazionale ed annovera tra i suoi produttori nomi di fama mondiale come Ricardo Villalobos, Loco Dice, Anthony Rother, Dubfire, Timo Maas.
Da un po' di anni produce minimal techno ed è diventato uno dei cultori dei festival dance che ogni anno si tengono in giro per l'Europa. Tra i più famosi si annoverano l'ex LoveParade e la Street Parade di Zurigo. Sven Väth è anche una delle figure culto di altre grandi manifestazioni di sola musica techno ovvero il Time Warp, il Monegros Desert Festival e il Miami Winter Music Conference (WMC), infatti è un punto di riferimento per tutte le persone che seguono tale genere.
Il 25 febbraio 2022 esce Catharsis, il primo disco da solista in quasi venti anni. È infatti da Fire Work del 2003 che non si vedeva un LP realizzato unicamente dall’artista tedesco.
Anticipato dal singolo Feiern già rilasciato a settembre del 2021 il disco presenta 13 tracce.

### Vita privata
È stato sposato dal 2008 al 2012 con Nina Peter ed ha tre figli.

## Discografia

### Album
- Accident in Paradise (Eye Q, 1992) (Warner Bros. Records, 1993, U.S.)
- The Harlequin, the Robot, and the Ballet Dancer (Eye Q, 1994) (Warner Bros. Records, 1995, U.S.)
- Der Kalte Finger (Eye Q, 1996; collaboration with B-Zet)
- Fusion (Virgin Records, 1998)
- Six in the Mix (The Fusion Remix Collection '99) (Virgin Records, 1999)
- Contact (Ultra Records, 2000) (also released on Virgin Records)
- Retrospective 1990-1997 (single disc version) (WEA Records, 2000)
- Retrospective 1990-1997 (two disc version) (Club Culture, 2000) (also released on Warner Music in Japan)
- Fire (Virgin Records, 2002)
- Allan Gauch (Virgin Records 1997-2002)
- DC's Hand Picked Mix Tape
- Fire Works (remixes of tracks from Fire) (Virgin Records, 2003)
- Sound of The First Season (One Disc Version 2000)
- Sound of The Second Season (Two Disc Version 2001)
- Sound of The Third Season (One Disc Version 2002)
- Sound of The Fourth Season (Two Disc Version 2003)
- Sound of The Fifth Season (One Disc Version 2004)
- Sound of The Sixth Season (Two Disc Version 2005)
- Sound of The Seventh Season (Two Disc Version 2006)
- Sound of The Eighth Season (Two Disc Version 2007)
- Sound of The Ninth Season (Two Disc Version 2008)
- Sound of The Tenth Season (Two Disc Version 2009)
- Sound of The Eleventh Season (Two Disc Version 2010)
- Sound of The Twelfth Season (Two Disc Version 2011)
- Sound of The 13th Season (Two Disc Version 2012)
- Sound of The 14th Season (Two Disc Version 2013)
- Catharsis (2022)

### Singoli
- "L'Esperanza" #5 Hot Dance Club Play; #63 UK (1993)
- "Ritual of Life" (Eye Q, 1993)
- "Ballet-Fusion" (Eye Q, 1994)
- "Fusion - Scorpio's Movement" (Virgin Records, 1997)
- "Breakthrough" (Virgin Records, 1998)
- "Face It" (Virgin Records, 1998)
- "Omen A.M." (Virgin Records, 1998)
- "Schubdüse" (Virgin Records, 1998)
- "Sounds Control Your Mind" (Virgin Records, 1998)
- "Augenblick" (Virgin Records, 1999)
- "Dein Schweiß" (Virgin Records, 1999)
- "Discophon" (Virgin Records, 1999)
- "Barbarella" (remix) (Club Culture, 2000)
- "L'Esperanza" (remix) (Club Culture, 2000)
- "My Name is Barbarella" (Code Blue, 2000)
- "Je t'aime... moi non plus" (featuring Miss Kittin) / Design Music (Virgin Records, 2001)
- "Strahlemann Und Söhne" (remix) (Virgin Records, 2001)
- "Mind Games" (Virgin Records, 2002)
- "Set My Heart on Fire" (Virgin Records, 2002)
- "Komm" (Cocoon Recordings, 2005)
- "Spring Love" (Datapunk, 2006)
- "The Beauty and The Beast" (Cocoon Records 2008)

## Classifica DJ Mag
| DJ        | 1997 | 1998 | 2000 | 2001 | 2002 | 2003 | 2004 | 2005 | 2006 | 2007 | 2008 | 2009 | 2010 | 2011 |
| --------- | ---- | ---- | ---- | ---- | ---- | ---- | ---- | ---- | ---- | ---- | ---- | ---- | ---- | ---- |
| Sven Väth | 79   | 56   | 44   | 53   | 55   | 41   | 34   | 23   | 44   | 27   | 24   | 48   | 58   | 97   |